# Cepolidae
A Cepolidae a sugarasúszójú halak (Actinopterygii) osztályának és a sügéralakúak (Perciformes) rendjéhez tartozó család.

## Rendszerezés
A családba az alábbi nemek és fajok tartoznak:
- Acanthocepola
  - Acanthocepola abbreviata
  - Acanthocepola indica
  - Acanthocepola krusensternii
  - Acanthocepola limbata
- Cepola
  - Cepola australis
  - Cepola haastii
  - Cepola macrophthalma
  - Cepola pauciradiata
  - Cepola schlegelii
- Owstonia
  - Owstonia dorypterus
  - Owstonia grammodon
  - Owstonia maccullochi
  - Owstonia macrophthalmus
  - Owstonia nigromarginatus
  - Owstonia pectinifer
  - Owstonia sarmiento
  - Owstonia simoterus
  - Owstonia tosaensis
  - Owstonia totomiensis
  - Owstonia weberi
- Pseudocepola
  - Pseudocepola taeniosoma
- Sphenanthias
  - Sphenanthias sibogae